# Agrostis trichodes
Agrostis trichodes é uma espécie de gramínea do gênero Agrostis, pertencente à família Poaceae.